# Pilgrim (album, Eric Clapton)
Pilgrim je třinácté sólové studiové album anglického hudebníka Erica Claptona. Vydala jej v březnu roku 1998 hudební vydavatelství Duck Records a Reprise Records. Album produkoval Simon Climie společně s Ericem Claptonem a jde o jeho první řadové album od roku 1989 (Journeyman) obsahující nové autorské písně. V žebříčku Billboard 200 se album umístilo na čtvrté pozici; v UK Albums Chart nas šesté. Ve Spojených státech amerických byla nahrávka oceněna platinovou deskou.

## Vznik alba
Album bylo nahráno v roce 1997 ve studiích Ocean Way a Olympic Studios. V rozhovoru pro Larryho Kinga v únoru 1998 Clapton vysvětlil, jak vznikl název alba: 
"No, je to tak trochu - myslím - na albu je skladba 'Pilgrim', která vznikla jako první. A když jsem přišel na název alba, použil jsem tu skladbu jako klíčový bod, od kterého jsem se odvíjel, protože jsem si myslel, že je to dobrý způsob, jak vlastně navázat na nit z Journeymana, který měl vlastně stejný význam. Prostě pohled na můj život jako hudebníka a spoustu dalších aspektů. Je to autobiografické. A sám sebe vnímám tak trochu jako osamělého chlápka na cestě." 
Obal a obal alba Pilgrim původně vymyslel sám Eric Clapton. Když se však k dílu dostal japonský výtvarník mangy a anime Yoshiyuki Sadamoto, který je známý především jako designér postav z filmu Neon Genesis Evangelion, realizoval Claptonův nápad a navrhl obal a balení, které Clapton schválil a použil pro konečné vydání.
Ve své autobiografii z roku 2007 Clapton poznamenal, že se zeptal svého bubeníka Steva Gadda, jak se bude cítit při natáčení nejsmutnější desky všech dob. Gadd řekl, že by mohl na Claptonově nápadu pracovat, a britský umělec se rozhodl začít na novém projektu pracovat. "My Father's Eyes" a "Circus" byly jediné hotové skladby, které měl Clapton při odchodu do studia k dispozici, napsal několik nových písní s tím, že pracoval téměř celý rok každý den a noc, aby nahrál dobré písně s dokonalými detaily. 
Clapton označuje Pilgrim za jedno ze svých nejoblíbenějších alb, protože do jeho tvorby vložil tolik vášně a tvrdé práce. Během této doby se Clapton rozešel se svým dlouholetým manažerem Rogerem Forresterem, a to hlavně proto, že Claptonovi trvalo nahrávání alba tak dlouho a zaplatil za něj příliš mnoho peněz, přičemž si téměř celý rok pronajímal několik studií.

## Seznam skladeb
| Pořadí | Název            | Autor                      | Délka |
| ------ | ---------------- | -------------------------- | ----- |
| 1.     | My Father's Eyes | Eric Clapton               | 5:24  |
| 2.     | River of Tears   | Clapton, Simon Climie      | 7:22  |
| 3.     | Pilgrim          | Clapton, Climie            | 5:50  |
| 4.     | Broken Hearted   | Clapton, Greg Phillinganes | 7:52  |
| 5.     | One Chance       | Clapton, Climie            | 5:55  |
| 6.     | Circus           | Clapton                    | 4:11  |
| 7.     | Going Down Slow  | St. Louis Jimmy            | 5:19  |
| 8.     | Fall Like Rain   | Clapton                    | 3:50  |
| 9.     | Born in Time     | Bob Dylan                  | 4:41  |
| 10.    | Sick and Tired   | Clapton, Climie            | 5:43  |
| 11.    | Needs His Woman  | Clapton                    | 3:45  |
| 12.    | She's Gone       | Clapton, Climie            | 4:45  |
| 13.    | You Were There   | Clapton                    | 5:31  |
| 14.    | Inside of Me     | Clapton, Climie            | 5:25  |

## Obsazení
- Eric Clapton – zpěv, kytara
- Simon Climie – programování bicích, klávesy
- Steve Gadd – bicí
- Paul Waller – programování bicích
- Dave Bronze – baskytara
- Chris Stainton – Hammondovy varhany
- Joe Sample – klavír
- London Session Orchestra – smyčce
- Nathan East – baskytara
- Luís Jardim – baskytara, perkuse
- Andy Fairweather-Low – kytara
- Paul Carrack – Hammondovy varhany
- Greg Phillinganes – klávesy
- Paul Brady – tin whistle
- Pino Paladino – baskytara
- Chyna Whyne – doprovodné vokály
- Kenneth Edmonds – doprovodné vokály